# Ampelisca holmesi
Ampelisca holmesi är en kräftdjursart som beskrevs av Arthur Sperry Pearse 1908. Ampelisca holmesi ingår i släktet Ampelisca och familjen Ampeliscidae. Inga underarter finns listade i Catalogue of Life.